# Daniele Archibugi
Daniele Archibugi (* 17. července 1958 Řím) je italský ekonom a politolog. 
Je synem urbanisty Franca Archibugiho a spisovatelky Muzi Epifaniové, jeho sestrou je filmařka Francesca Archibugiová. Vystudoval Liceo Sperimentale della Bufalotta a Univerzitu La Sapienza. Doktorát získal roku 1989 na University of Sussex, kde byl jeho učitelem Christopher Freeman. V roce 2006 získal v Sussexu čestnou profesuru. Působí v Národní radě pro výzkum. Přednáší na koleji Birkbeck Londýnské univerzity.
Odborně se zabývá dynamikou hospodářských cyklů a teorií kreativní destrukce. V ekonomické teorii navazuje na Josefa Aloise Schumpetera a Johna Maynarda Keynese. Navrhuje vydávání  eurobondů jako cestu k hospodářskému oživení. Zaměřuje se na inovativní ekonomiku a při působení v Evropském výzkumném prostoru upozornil na rizika spojená s klesající populací Evropy. Věnuje se rovněž mezinárodním vztahům a dopadům globalizace na technologický pokrok. Spolu s Davidem Heldem vypracoval koncepci kosmopolitní demokracie a navrhl vytvoření přímo voleného celosvětového parlamentu. Požaduje demokratičtější a transparentnější rozhodování v globální politice a kritizuje elitní kluby jako G20. Patřil k iniciátorům Mezinárodního trestního soudu jako nástroje prosazujícího univerzální mezinárodní právo. 